# Општина Стулпикани (Сучава)
Стулпикани (рум. Stulpicani) општина је у Румунији у округу Сучава.
Oпштина се налази на надморској висини од 624 m.